# Leipzig Markt järnvägsstation
Leipzig Markt är en järnvägsstation i Leipzig. Stationen byggdes i samband med City-Tunnel Leipzig och öppnades för trafik 15 december 2013. Sju av tio linjer på S-Bahn Mitteldeutschland trafikerar stationen och skapar god tillgänglighet med kollektivtrafik till Leipzigs centrum. 

## Design

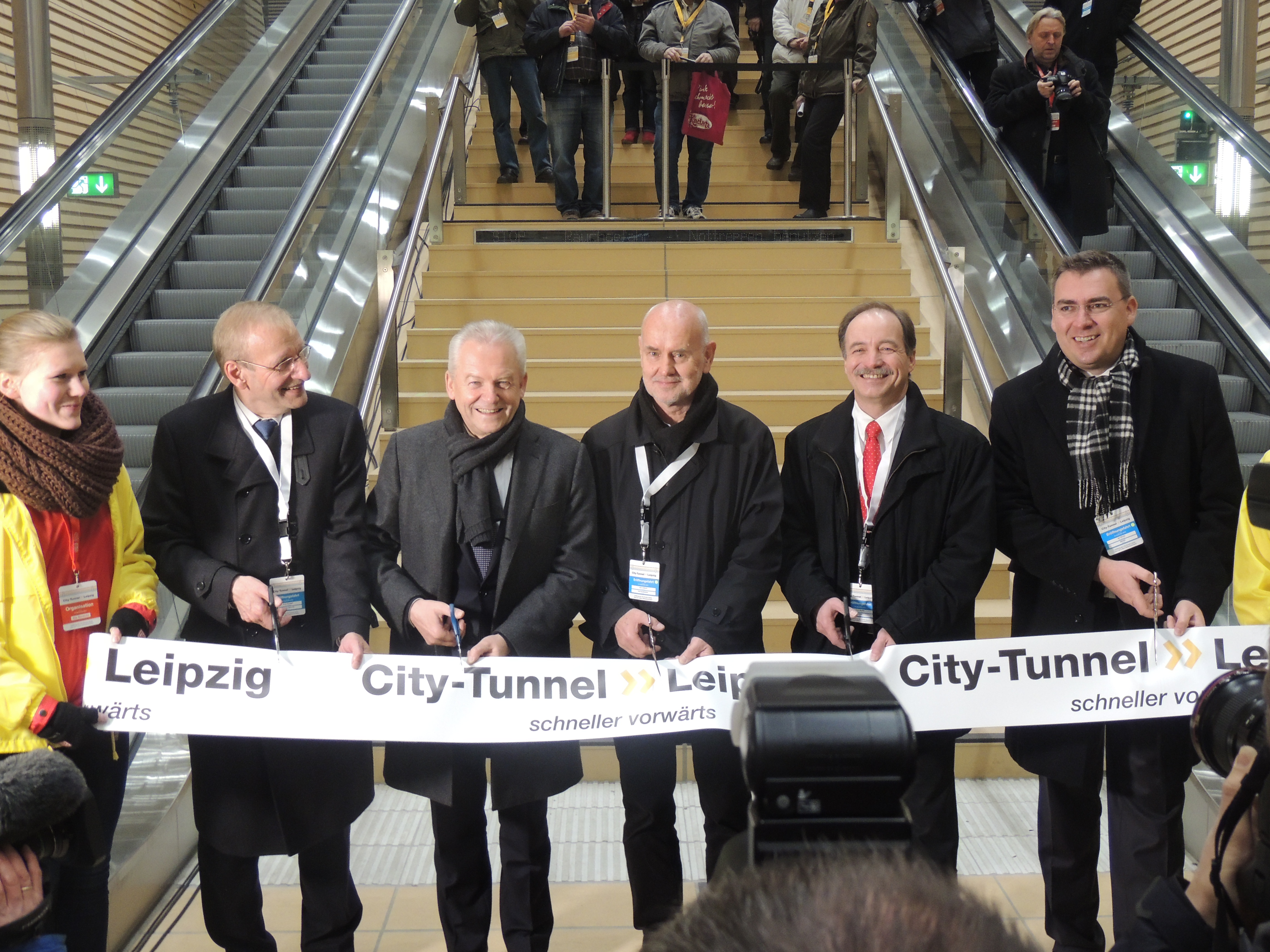
Invigning december 2013

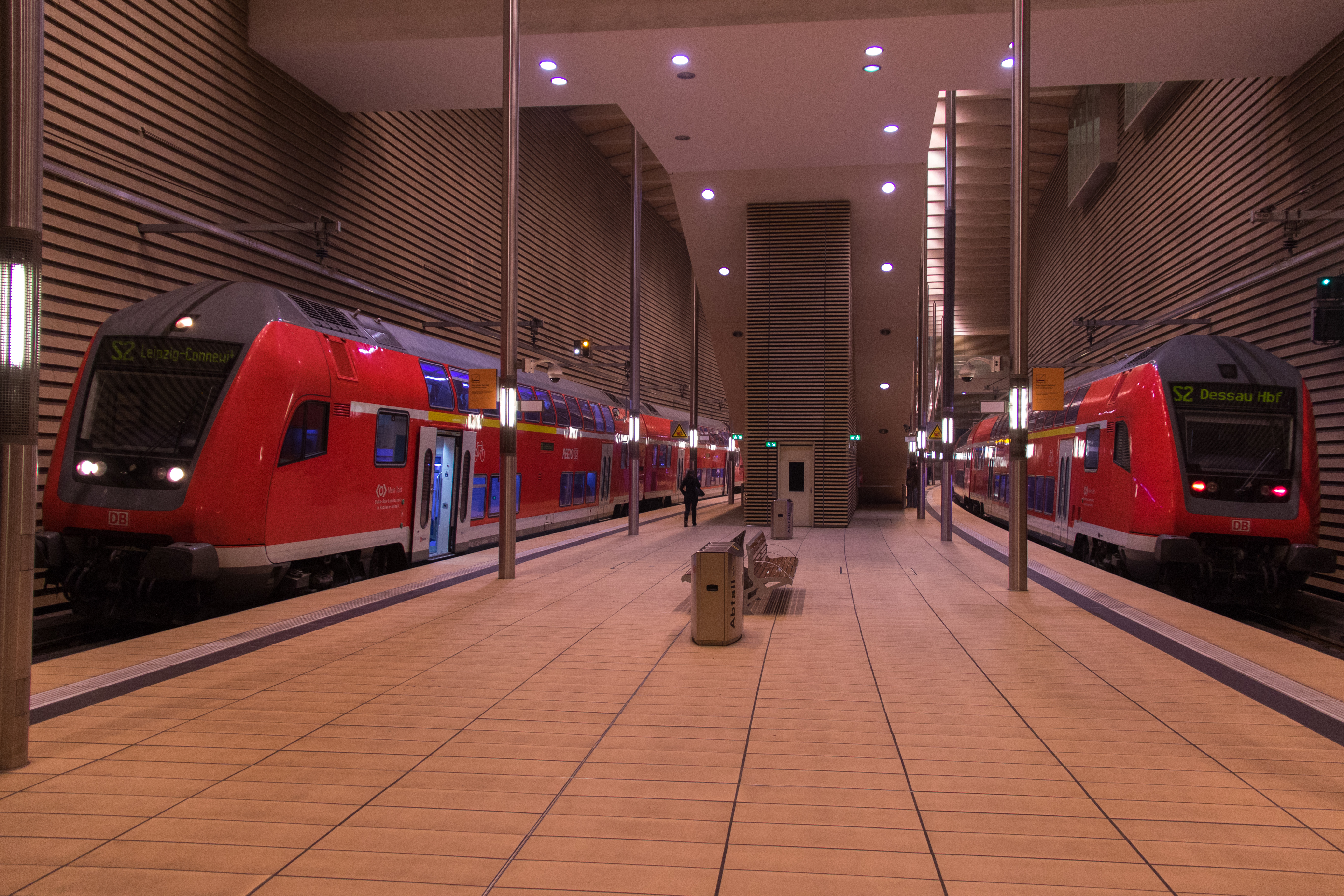
Pendeltåg på stationen.

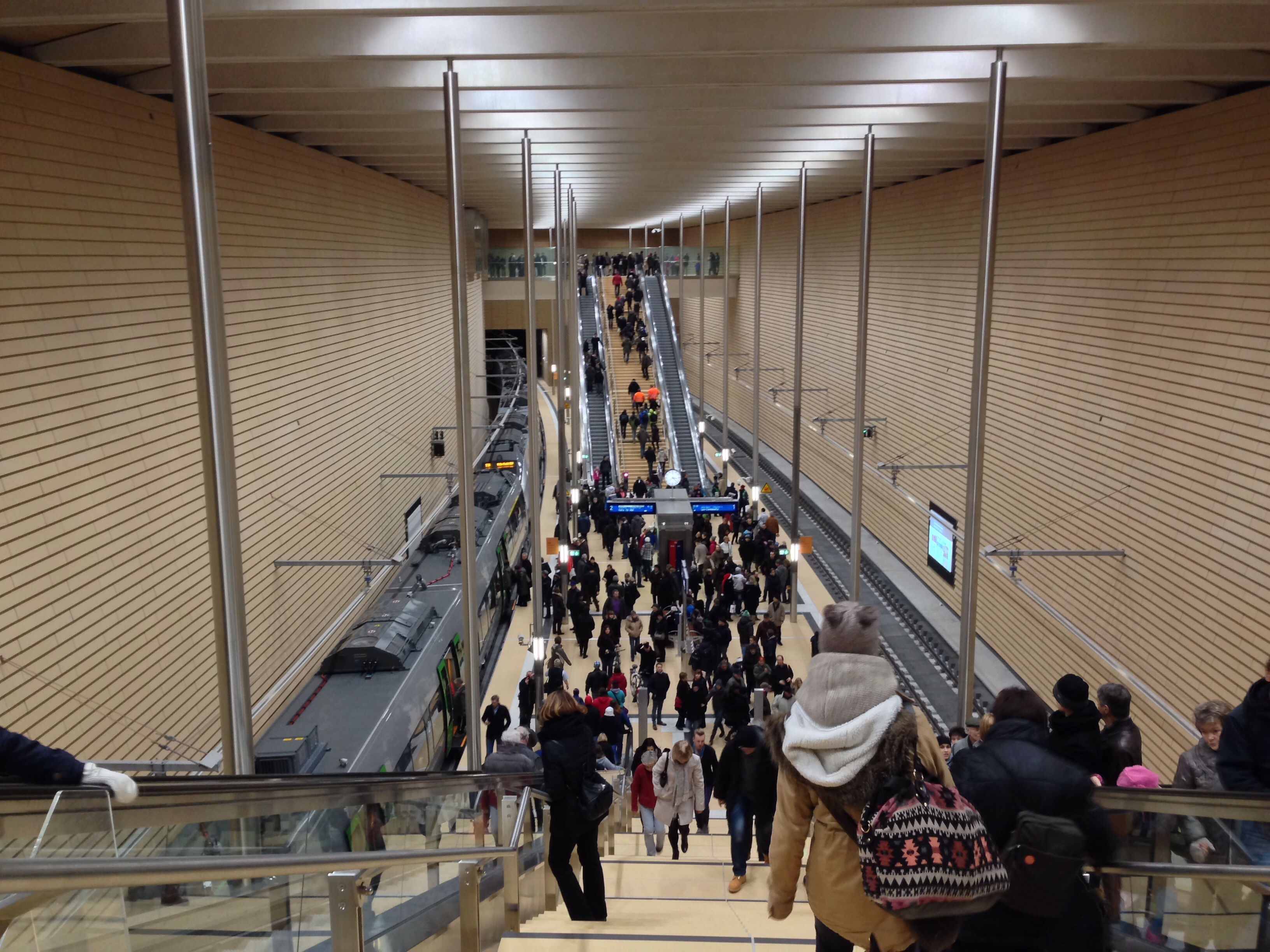
Rusningstid

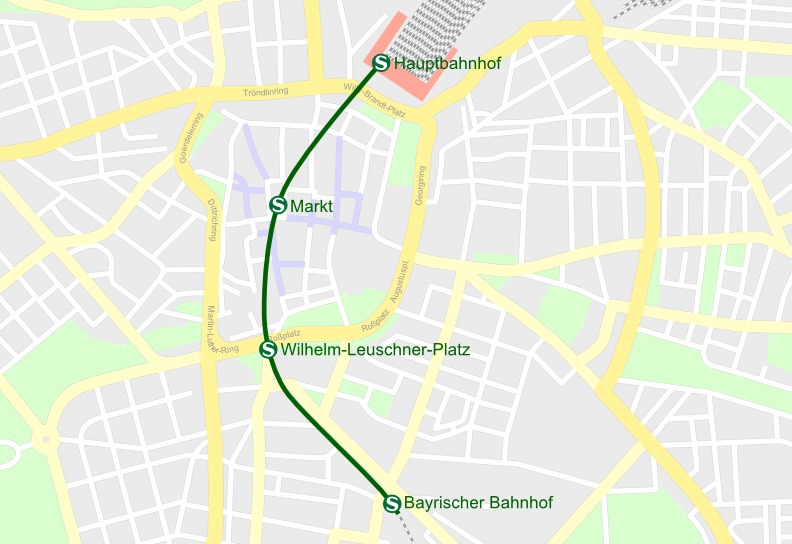
Linjen i City-Tunnel Leipzig

Stationen ligger 22 meter under marken och har en 140 meter lång Ö-plattform . Det finns två in- och utgångar belägna i den norra och södra änden av torget (Markt). Den södra in- och utgången är en äldre nedgång i Art Deco som var till en före detta utställningshall, byggd 1925, som låg under torget.